# Yin Li
Yin Li är en kinesisk kommunistisk politiker på ledande nivå. Sedan hösten 2022 är han ledamot i politbyrån i Kinas kommunistiska parti och partichef i Peking.